# Očiryn Odgerel
Očiryn Odgerel nebo Odgerel Očir (* 12. dubna 1972) je bývalý mongolský zápasník – sambista a judista.

## Sportovní kariéra
Pochází z ajmagu Uvs z ojratské kočovné rodiny. Od dětství se věnoval tradičnímu mongolskému zápasu böch, ve kterém je několikanásobným mistrem své oblasti. V sambistické a judistické reprezentaci se pohyboval od počátku devadesátých let dvacátého století. Je mistrem světa v zápasu sambo z roku 1995 v polotěžké váze do 100 kg. Od roku 1997 se specializoval na judo. V roce 2000 prohrál nominaci na olympijské hry v Sydney s Bat-Erdenem. Po skončení sportovní kariéry v roce 2003 se věnoval trenérské práci.

## Výsledky

### Judo

#### Váhové kategorie
| Turnaj            | 1997       | 1998       | 1999       | 2000       | 2001       | 2002       |
| Turnaj            | 25         | 26         | 27         | 28         | 29         | 30         |
| Turnaj            | těžká váha | těžká váha | těžká váha | těžká váha | těžká váha | těžká váha |
| ----------------- | ---------- | ---------- | ---------- | ---------- | ---------- | ---------- |
| Olympijské hry    |            |            |            | —          |            |            |
| Mistrovství světa | úč.        |            | —          |            | —          |            |
| Asijské hry       |            | 3.         |            |            |            | 7.         |
| Mistrovství Asie  | 2.         |            | —          | —          | 3.         |            |

#### Bez rozdílu vah
| Turnaj            | 1997 | 1998 | 1999 | 2000 | 2001 | 2002 |
| Turnaj            | 25   | 26   | 27   | 28   | 29   | 30   |
| ----------------- | ---- | ---- | ---- | ---- | ---- | ---- |
| Mistrovství světa | —    |      | —    |      | —    |      |
| Asijské hry       |      |      |      |      |      | —    |
| Mistrovství Asie  | ?    |      | ?    | ?    | 3.   |      |

### Sambo
| Turnaj            | 1993 | 1994 | 1995 | 1996 |
| Turnaj            | 21   | 22   | 23   | 24   |
| Turnaj            | -100 | -100 | -100 | +100 |
| ----------------- | ---- | ---- | ---- | ---- |
| Mistrovství světa | 3.   | ?    | 1.   | 7.   |